# Жене писци
Жене су дале значајан допринос књижевности од најранијих писаних текстова. Жене су биле на челу текстуалне комуникације од раних цивилизација.

## Историја
Међу првим познатим књижевницама је Енхедуана; она је такође најранији познати песник икада забележен. Она је била Врховна свештеница богиње Инане и бога месеца Нане. Живела је у сумерском граду-држави Ур пре више од 4 200 година. Енхедуанини доприноси сумерској књижевности, који јој се дефинитивно приписују, укључују неколико личних посвета Инани и збирку песама познатих као "Химне сумерског храма". Приписују јој се и додатни текстови. Тиме је постала први аутор у светској историји. Она је била прва позната жена која је носила титулу ЕН (свештеничка титула и титула владара града - државе), улогу од великог политичког значаја коју су често имале краљевске ћерке. Ту улогу јој је доделио њен отац, краљ Саргон из Акада. Њена мајка је вероватно била краљица Ташлултум. Енхедуана је именована за улогу врховне свештенице у оштроумном политичком потезу Саргона да помогне у обезбеђивању власти на југу свог краљевства, где се налазио град Ур.

### 7. век п. н. е.
Сапфа (око 630. - око 570. п. н. е.) била је архајска грчка песникиња са острва Лезбос. Сапфа је позната по својој лирској поезији, написаној за певање уз пратњу лире. Већина Сапфине поезије је сада изгубљена, а оно што је сачувано, сачувано је само у фрагментарном облику, осим једне потпуне песме: „Ода Афродити“. Осим лирске поезије, антички коментатори тврдили су да је Сапфа писала елегијску и јамбску поезију. Три епиграма која се приписују Сапфи су сачувана, али то су заправо хеленистичке имитације Сапфиног стила. У 3. веку, тамилска песникиња по имену Аваијар која је живела у периоду Сангам сматра се савременом песницима Паранару, Кабилару и Тхирувалувару. Приписује јој се да је аутор 7 стихова у Наринаију, 15 у Курунтокаију, 4 у Аканануру и 33 у Пуранануру. Легенда каже да је била дворски песник владара тамилске земље. Путовала је из једног дела земље у други и из једног села у друго, делећи каше сиромашних сељака и компонујући песме за њихово уживање. Већина њених песама била је о малом поглавару Валалу Атхијаману Недуману Ањију и његовој породици. Поглавица ју је такође користио као свог амбасадора за спречавање рата са другим суседним поглавицом Тхондаиманом. Остатак њених песама односи се на различите аспекте државне управе.

### 11. век
Причу о Генџију написала је почетком 11. века племкиња Мурасаки Шикибу, а неки сматрају да је то први роман.

### 15. век
Кристина Пизанска била је најпознатија касно-средњовековна француска књижевница, реторичарка и критичарка, која је 1405. написала Књигу града дама, текст о алегоријском граду у којем су независне жене живеле ослобођене од клевете мушкараца. У свој рад укључила је праве уметнице, попут Анастазије, која се сматрала једном од најбољих париских илуминаторки, иако ниједан њен рад није преживео. Други хуманистички текстови довели су до повећаног образовања Италијанки.
Прва позната књига жене ауторке на енглеском језику била је Откровења божанске љубави Јулијане од Норвича. Написана је између четрнаестог и петнаестог века и опстала је у разним рукописима све док није први пут објављена 1670.

### 16. век
Гулбадан Бану, кћер могулског цара Бабура, написала је биографију свог брата, цара Хумаиуна.

### 18. век
Ана Радклиф је ауторка неколико романа готске фантастике, укључујући The Mysteries of Udolpho објављене 1794. године и The Italian из 1797. године.

### 19. век
Једна од најпознатијих списатељица 19. века била је Џејн Остин, ауторка књиге Разум и осећајност (1811), Гордост и предрасуде (1813), Менсфилд Парк (1814) и Ема (1816). Написала је два додатна романа, Northanger Abbey и Persuasion, оба објављена постхумно 1818. године, и започела је још један, на крају насловљен Sanditon, али је умрла пре него што је завршен.
Следи списак интердисциплинарних књижевница 19. века:
- Кејт Гринавеј: писац и илустратор, аутор (писац и дизајнер) две илустрације књига за децу; Врт невена (1875) и Испод прозора (1879).
- Кејт Банс: енглеска сликарка и песникиња повезана са Покретом уметности и занатства.
- Елизабет Сидал: енглеска уметница, песникиња и модел уметника.
- Делфина Арнолд де Кул-Фортин: француска сликарка и писац о порцулану из Лиможа.
- Дора д'Истрија: сликарка, песникиња и књижевница.
- Милена Мразовић: новинарка, књижевница и клавирска композиторка.
- Асик Пери: песникиња и народна певачица.
- Јосипина Турнограјска: књижевница, песникиња и композиторка.
- Зоила Угарте де Ландивар: књижевница, новинарка, вајарка, суфражисткиња и феминисткиња.

### 20. век
У 20. веку жене су произвеле многе књиге свих жанрова. Међу белетристичким књигама могу се навести, између осталих, наслови попут Харија Потера и Куће духова. Следи списак писаца 20. века:
- Џоан K. Роулинг: Ауторка серијала о Харију Потеру
- Изабела Аљенде
- Ампаро Давила
- Глорија Фуертес
- Кармен Лафорет
- Ана Марија Матуте
- Кармен Мартин Гаите
- Росарио Кастеланос Фигуероа
- Алмудена Грандес
- Матилда Асенси
- Роса Монтеро
- Силвина Окампо
- Гвадалупе Дуењас
- Марија Дуењас
- Елвира Линдо
- Маруја Торес
- Клара Јанес

## Жене у српској књижевности
Монахиња Јефимија или Јелена Мрњавчевић (око 1350. — после 1405), кћи угледног властелина у држави цара Душана, кесара Војихне, и жена деспота Угљеше, оставила је три записа који се данас сматрају за поезију и спадају у најзначајније странице српске средњовековне књижевности. То су: Туга за младенцем Угљешом, Запис на Хиландарској завеси, и Похвала кнезу Лазару.
Милица Стојадиновић Српкиња (1828 — 1878) била је српска књижевница деветнаестог века. Објавила је три збирке песама (1850, 1855, 1869). Претходница јој је старија савременица Еустахија Арсић (1776 — 1843), била је српска књижевница и велики добротвор, аутор три књиге, мецена, заступник у борби за женска права и једна од првих жена сарадника Летописа Матице српске; као и Јулијана Радивојевић (1798 — 1837) која је објављивала прозу, а неколико њених љубавних песама сматрају се првим љубавним песмама једне жене код нас.
Јелена Димитријевић (1862 – 1945) је била српска књижевница, добротворка и светска путница. Прву књигу објавила је у Нишу, 1894. године – била је то збирка песама Песме I (Јеленине песме). Њена најпознатија дела су Писма из Ниша: О харемима, Писма из Солуна, роман Нове, путописи Нови свет или У Америци годину дана, као и Седам мора и три океана: Путем око света, последња књига коју је објавила за живота.
Исидора Секулић (1877 - 1958) била је српски прозни писац, романописац, есејист, полиглот, ликовни критичар и академик. Прва је жена чланица Српске академије наука и уметности. Десанка Максимовић (1898 - 1993) је била песник, приповедач, романсијер, писац за децу, а повремено се бавила и превођењем, махом поезије, са руског, словеначког, бугарског и француског језика. Објавила је око педесет књига поезије, песама и прозе за децу и омладину, приповедачке, романсијерске и путописне прозе.
Милица Јаковљевић Мирјам (1887 — 1952) била је српска новинарка и књижевница. Под псеудонимом Мир Јам објавила је више љубавних прича и романа.
Мира Алечковић (1924 — 2008) била је српска књижевница и песникиња, хуманиста и дугогодишњи председник Удружења књижевника Југославије и Удружења књижевника Србије, одликована Витезом Легије части и Официром Легије части.

## Нобелову награду за књижевност добиле су жене
Следеће жене су добиле Нобелову награду за књижевност:
- Селма Лагерлеф
- Грација Деледа
- Сигри Унсет
- Перл С. Бак
- Габријела Мистрал
- Нели Закс
- Надин Гордимер
- Тони Морисон
- Вислава Шимборска
- Елфриде Јелинек
- Дорис Лесинг
- Херта Милер
- Алис Манро
- Светлана Алекијевич
- Олга Токарчук
- Луиз Глик